# 和渕駅
和渕駅（わぶちえき）は、宮城県石巻市和淵字清水にある、東日本旅客鉄道（JR東日本）気仙沼線の駅である。
気仙沼線に並行する気仙沼線BRTは当駅を経由しない。

## 歴史
- 1968年（昭和43年）10月24日：日本国有鉄道（国鉄）柳津線の駅として開業[3]。
- 1977年（昭和52年）12月11日：路線名改称により、気仙沼線の駅となる。
- 1987年（昭和62年）4月1日：国鉄分割民営化により、JR東日本の駅となる[3]。

## 駅構造
単式ホーム1面1線を有する地上駅である。小牛田駅管理の無人駅である。

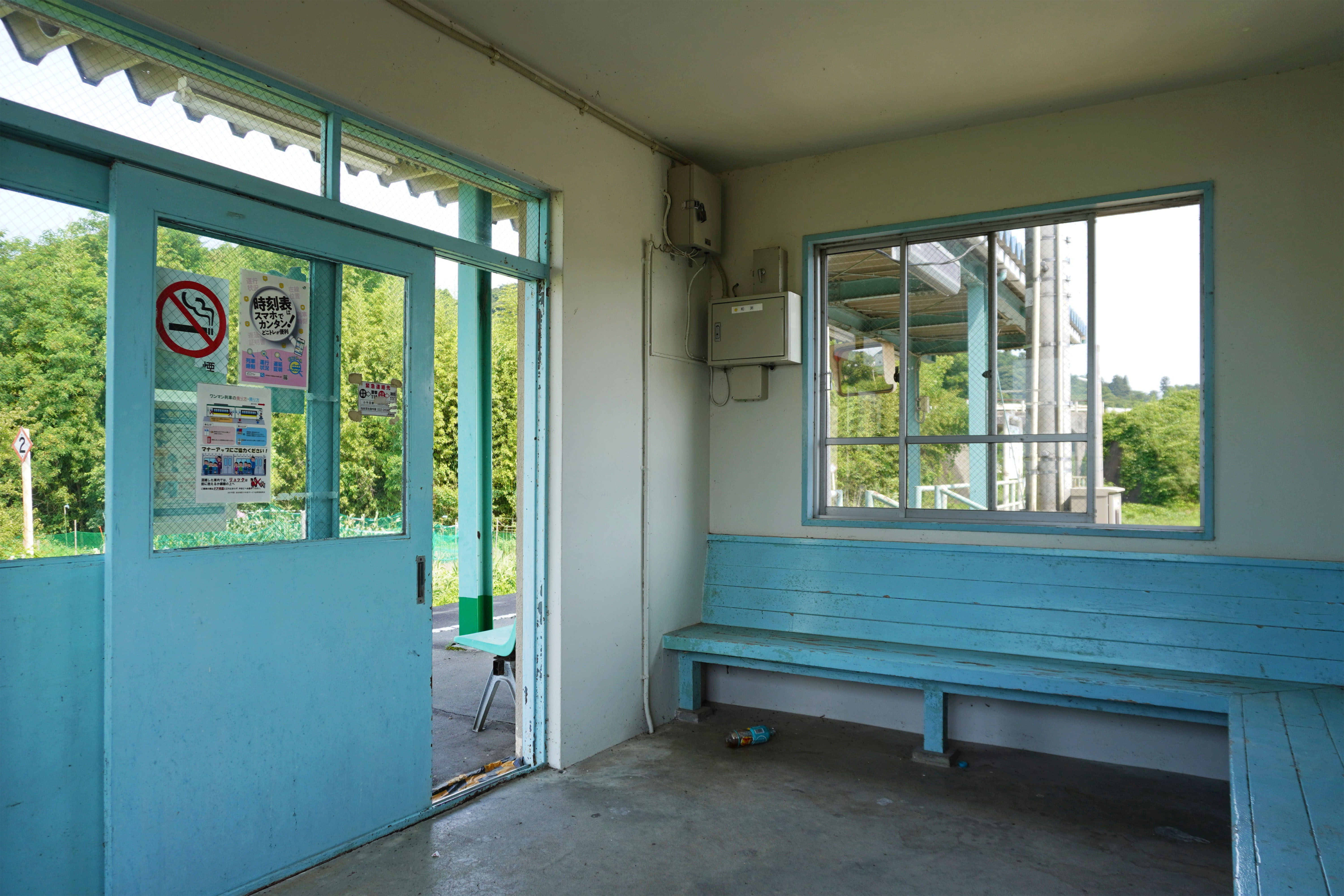
待合室（2023年7月）
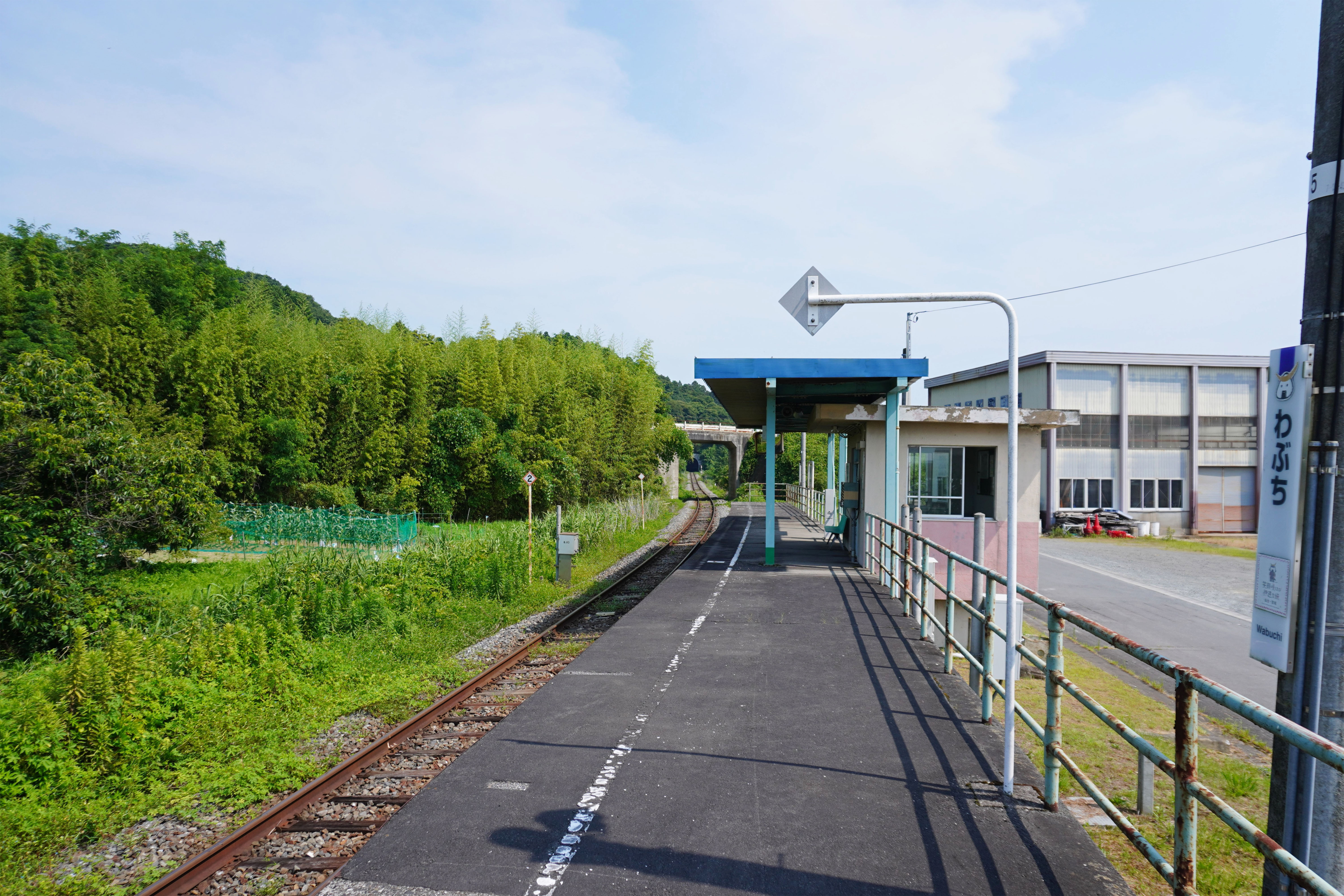
ホーム（2023年7月）

## 駅周辺
- 和淵郵便局
- 宮城県道21号河南米山線 - 気仙沼線BRTの運行経路となっているが、付近に停留所は設置されていない。
- 宮城県道257号河南登米線

## 隣の駅
東日本旅客鉄道（JR東日本）
■気仙沼線
前谷地駅 - 和渕駅 - のの岳駅